# Vitalis Djebarus
Vitalis Djebarus SVD (* 26. Februar 1929 in Wangkung; † 22. September 1998) war ein indonesischer Ordensgeistlicher und römisch-katholischer Bischof von Denpasar.

## Leben
Vitalis Djebarus trat der Ordensgemeinschaft der Steyler Missionare bei. 1952 legte er die erste und 1958 die ewige Profess ab. Am 14. Januar 1959 empfing Djebarus das Sakrament der Priesterweihe.
Am 17. März 1973 ernannte ihn Papst Paul VI. zum Bischof von Ruteng. Der Apostolische Nuntius in Indonesien, Erzbischof Joseph Mees, spendete ihm am 5. Mai desselben Jahres in Ruteng die Bischofsweihe; Mitkonsekratoren waren der Erzbischof von Endeh, Donatus Djagom SVD, und der Bischof von Kupang, Gregorius Manteiro SVD. Vitalis Djebarus wählte den Wahlspruch Domine ut videam („Herr, dass ich sehen könnte“).
Papst Johannes Paul II. bestellte ihn am 4. September 1980 zum Bischof von Denpasar.